# Palafrugell
Palafrugell este un oraș în Spania în comunitatea Catalonia în provincia Girona. În 2005 avea o populație de 20.509 locuitori. Este unul dintre cele 2 orașe cu statut de comitat ale comarcei.
Prima atestare documentară datează din 987 când a fost construită o cetate numită "Palau de Frugelios". Municipiul Palafrugell conține mai multe localități suburbane: Calella de Palafrugell, Llafranc, Tamariu, Llofriu și Ermedàs.

Municipiu din Palafrugell în comarca Baix Empordà

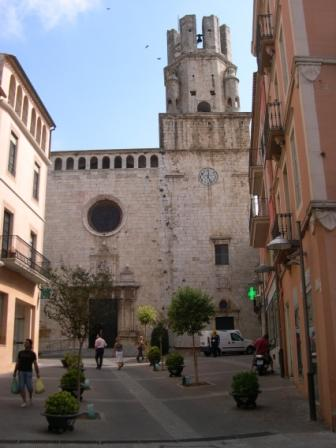
Biserică din Pallafrugel

1. ↑  Nomenclátor Geográfico de Municipios y Entidades de Población (20240402 edition)
2. 1 2   http://www.idescat.cat/pub/?id=aec&n=925&t=2016 Lipsește sau este vid: |title= (ajutor)